# 노랑얼굴관박쥐
노랑얼굴관박쥐(Rhinolophus virgo)는 관박쥐과에 속하는 박쥐의 일종이다. 필리핀의 토착종이다.

## 특징
작은 박쥐로 몸길이는 62~73mm이고 전완장은 37~44mm이다. 꼬리 길이는 16~26mm, 발 길이는 7~10mm, 귀 길이는 17~21mm이다. 몸무게는 최대 7g이다.